# Visbrug (Delft)
De Visbrug is een  ijzeren voetbrug uit de late 19e eeuw, in Venetiaans aandoende neo-renaissancevormen, in het centrum van de Nederlandse stad Delft, provincie Zuid-Holland. De brug bevindt zich bij de Voorstraat, en is een rijksmonument.

## Geschiedenis
Aan het eind van de zestiende eeuw werd de voorloper van deze brug aangelegd. Die diende ter vervanging van twee houten bruggetjes: de een iets ten zuiden van de Hoefijzersteeg en de ander tegenover de Drie Akersstraat. De brug is genoemd naar brouwerij 'De Vis', die op de zuidwesthoek van de Visstraat gevestigd was.
De brug is enige malen vernieuwd. Momenteel is het een ijzeren brug met stenen dek uit 1869, denkelijk een ontwerp van de stadsarchitect C.J. de Bruyn Kops, die ook verantwoordelijk lijkt voor de Hopbrug, de Rapenbloembrug en de Kleine Oostpoortbrug. 

## Galerij

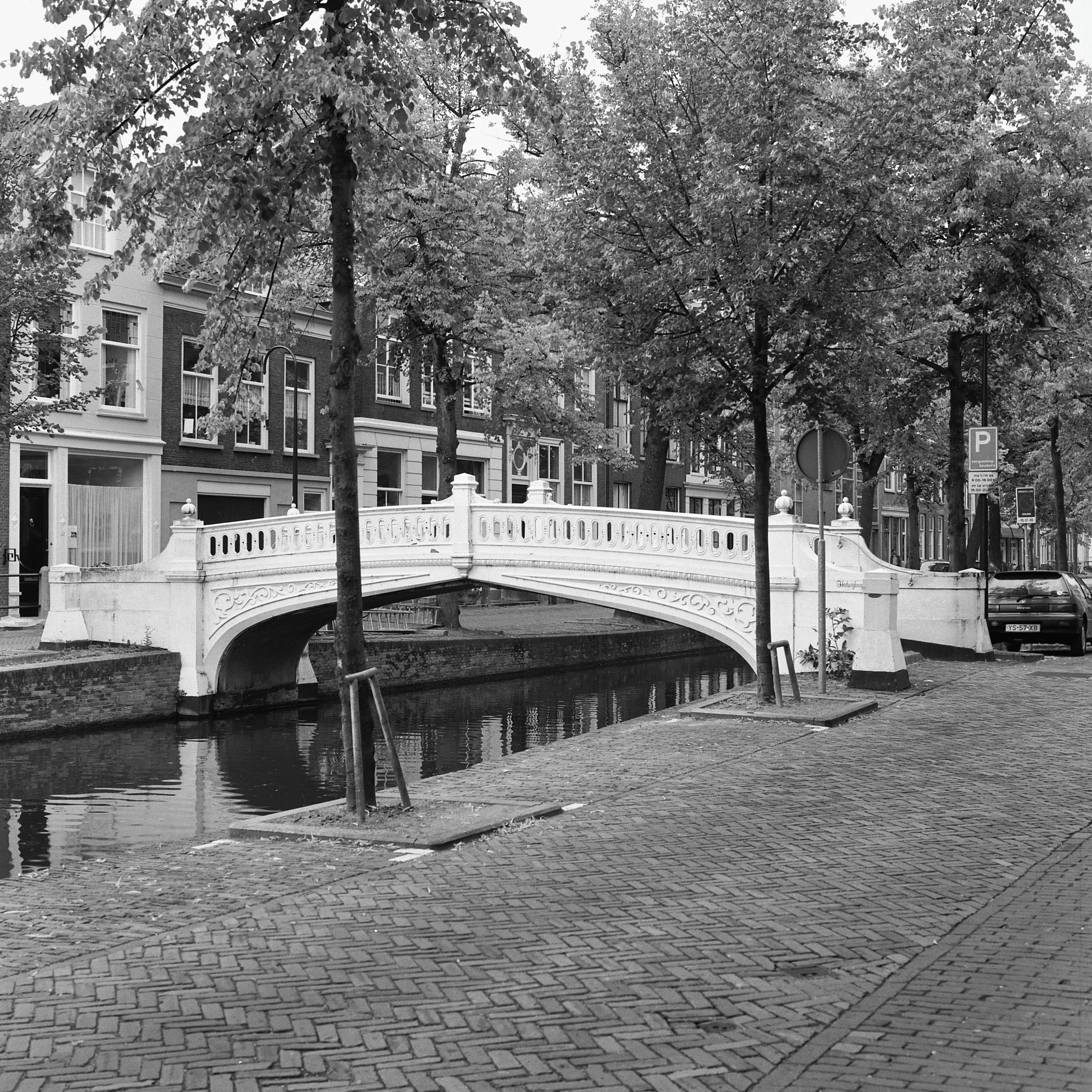
Overzicht vanaf de straat